# فولتا ليمبورغ الكلاسيكي 2016
فولتا ليمبورغ الكلاسيكي 2016 (بالهولندية: Volta Limburg Classic 2016) هو سباق دراجات هوائية، وهو الموسم رقم 43 من نفس السباق، وأقيم في 2 أبريل 2016، وامتدّ لمسافة 198.6 كيلومتر، وهو أحد سباقات طواف أوروبا للدراجات 2016، وهو من نوع سباق يوم واحد وهو من نوع سباق الدراجات، وقد شارك في السباق 182 متسابقاً، ووصل إلى نهايته 78 متسابقاً.
فاز فيه بالمركز الأول Floris Gerts ‏، وبالمركز الثاني سوني كولبريلي، وبالمركز الثالث فيليب جيلبير.

## الفرق
| فرق عالمية (2)- بي إم سي راسينغ - Lotto NL-Jumbo فرق قارية محترفة (9)- Bardiani CSF - CCC Development Team ‏ - Direct Énergie - غازبروم روسفيلو ‏ - نيبو-فيني فانتيني-يوربا أوفيني ‏ - ONE Pro Cycling ‏ - رومبوت تشارلز ‏ - Stölting Service Group (cycling team) ‏ - سبورت فلاندرين بالويس 2016 ‏ فرق قارية (13)- Team3M ‏ - An Post–Chain Reaction ‏ - Alecto Cycling Team ‏ - تيم كووب ‏ - Pauwels Sauzen–Vastgoedservice ‏ - Team Differdange–Geba ‏ - Destil–Parkhotel Valkenburg ‏ - Delta Cycling Rotterdam ‏ - Team Lotto–Kern Haus ‏ - ميتك-تي كي إتش مانتيل 2016 ‏ - باركهوتل فالكنبورغ 2016 ‏ - Rabobank Development Team ‏ - بنجوال باوليز ساوكس دبليو بي ‏ |  |
| |  |

## وصلات خارجية
- الموقع الرسمي
- فولتا ليمبورغ الكلاسيكي 2016 على موقع إحصائيات الدراجات الإحترافية (الإنجليزية)